# Fowler Potteries
Fowler Potteries, senare med namnen R. Fowler Sydney och R. Fowler Limited, var en tillverkare av keramiska produkter i kolonin Nya Sydwales, och i det efterföljande självständiga Samväldet Australien, som fortlever som varumärket Fowler inom Caroma. På grund av dess långa historia och breda sortiment har Fowler givit ett stort bidrag till keramiksektorn i Australien, och är, åtminstone till namnet, den äldsta fortfarande verksamma keramiktillverkaren i Australien.

## Historia
Fowler Potteries grundades 1837 av Enoch Fowler i Parramatta nära Sydney, nu en del av Storsydney. År 1848 flyttade företaget till Glebe i Sydney, varest Fowler tillverkade ingefärsölflaskor och husgeråd. År 1860 investerade Enoch Fowler i en maskin för tillverkning av fyratums avloppsrör, vilket blev en huvudprodukt. År 1865 flyttade företaget till Camperdown. Företaget växte kraftigt när Sydney växte, och tillverkade tegelstenar, eldfast tegel, kakel och keramikhusgeråd.
Sonen Robert Fowler ledde verksamheten från 1873, och ärvde företaget när Enoch Fowler dog 1879. Efter Robert Fowlers död 1906 flyttades verksamheten 1912 till Marrickville. Företaget blev ett publikt bolag 1919 eller enligt en källa 1922, under namnet R. Fowler Limited. Fowler producerade även isolatorer för elöverföring.
Företaget hade 400 anställda 1919. Fowler började tillverkning i Thomastown nära Melbourne 1927 och i Lithgow. Sedan drabbades Fowler svårt av depressionen. År 1936 lanserade Fowler en serie med husgeråd, ”Fowler Ware” eller ”Fowlerware” främst skålar, som var framgångsrik och återgav Fowler styrka som företag. Fowler Ware finns fortfarande i många australiensiska kök. Fowler Ware är eftersökt som vintageantikvitet.
År 1968 köptes Fowler av ett företag som delade upp företaget 1982. En division och namnet såldes till James Hardie. Fowler blev nu enbart en tillverkare av sanitetsporslin, Fowler Bathroom Products Division i James Hardie. År 1997 köpte Caroma, som ingår i GWA International Ltd, Fowler Bathroom Products Division från James Hardie.